# 中村友亮
中村 友亮（なかむら ゆうすけ、1986年10月6日 - ）は、静岡県出身の元サッカー選手、現フットサル選手。サッカーでのポジションはミッドフィールダー、フットサルでのポジションはアラ。しながわシティ所属。2014年からフットサル日本代表。
154cmと小柄ではあるが瞬発力やテクニックに秀で、ドリブル突破を持ち味としている。2014-15シーズンのFリーグ登録選手中もっとも身長の低い選手である。

## 経歴

### サッカー
サッカー推薦ではなく一般入学で静岡学園高等学校に入学し、3年間親元を離れて寮生活をした。入学当初はA・B・Cと3チームある中で最下級のCチームだったが、1年冬にはAチームに昇格し、2年次には右ウイングのレギュラーとして全日本ユース選手権で準優勝し、サッカー静岡県選抜にも選出された。高校卒業後には大学進学が内定していたが、静岡学園の先輩でもある三浦泰年がチーム統括本部長を務めていたヴィッセル神戸に入団。ヴィッセル神戸で3年間プレーし、2008年にJFLのFC琉球に移籍した。FC琉球では背番号10を着け、22歳の時に結婚している。FC琉球でも3年間プレーし、2010年シーズン終了後に自らの意志で退団した。

### フットサル
実家に戻って数か月間はアルバイト生活を送っていたが、FC琉球でチームメイトだった永井秀樹の紹介でFリーグのバサジィ大分に加入。フットサル転向初年度の2011-12シーズンは26試合出場5得点。2012-13シーズンは27試合出場6得点。2013-14シーズンは60本のシュートで15得点、決定率25%と高い数字を残し、チームはFリーグで2位となった。
日本代表初選出直後の2014年4月には、出身地の静岡県にあるアグレミーナ浜松に入団。
2015年4月1日にはFリーグ8連覇中の名古屋オーシャンズに移籍。
2014年3月にはフットサル日本代表のスペイン遠征メンバーに選出され、日本代表初招集となった。4月から5月に行われた2014 AFCフットサル選手権グループリーグ初戦の韓国戦が代表デビュー戦となり、日本が12-0と大勝した試合でハットトリックを達成した。

## 所属クラブ

### サッカー
ユース経歴
- 大岡SSS
- 2002年-2004年 静岡学園高校

プロ経歴
- 2005年-2007年 ヴィッセル神戸
- 2008年-2010年 FC琉球

### フットサル
- 2011年-2013年 バサジィ大分
- 2014年-2015年 アグレミーナ浜松
- 2015年-2017年 名古屋オーシャンズ
- 2017年-2019年 アグレミーナ浜松
- 2020年 トルエーラ柏
- 2021年- しながわシティ

## 個人成績

### サッカー
| 国内大会個人成績 | 国内大会個人成績 | 国内大会個人成績 | 国内大会個人成績 | 国内大会個人成績 | 国内大会個人成績 | 国内大会個人成績 | 国内大会個人成績 | 国内大会個人成績 | 国内大会個人成績 | 国内大会個人成績 | 国内大会個人成績 |
| 年度             | クラブ           | 背番号           | リーグ           | リーグ戦         | リーグ戦         | リーグ杯         | リーグ杯         | オープン杯       | オープン杯       | 期間通算         | 期間通算         |
| 年度             | クラブ           | 背番号           | リーグ           | 出場             | 得点             | 出場             | 得点             | 出場             | 得点             | 出場             | 得点             |
| 日本             | 日本             | 日本             | 日本             | リーグ戦         | リーグ戦         | リーグ杯         | リーグ杯         | 天皇杯           | 天皇杯           | 期間通算         | 期間通算         |
| ---------------- | ---------------- | ---------------- | ---------------- | ---------------- | ---------------- | ---------------- | ---------------- | ---------------- | ---------------- | ---------------- | ---------------- |
| 2005             | 神戸             | 27               | J1               | 1                | 0                | 0                | 0                | 0                | 0                | 1                | 0                |
| 2006             | 神戸             | 27               | J2               | 0                | 0                | -                | -                | 1                | 0                | 1                | 0                |
| 2007             | 神戸             | 34               | J1               | 0                | 0                | 0                | 0                | 0                | 0                | 0                | 0                |
| 2008             | 琉球             | 18               | JFL              | 21               | 1                | -                | -                | -                | -                | 21               | 1                |
| 2009             | 琉球             | 10               | JFL              | 32               | 2                | -                | -                | -                | -                | 32               | 2                |
| 2010             | 琉球             | 10               | JFL              | 27               | 3                | -                | -                | 2                | 0                | 29               | 3                |
| 通算             | 日本             | 日本             | J1               | 1                | 0                | 0                | 0                | 0                | 0                | 1                | 0                |
| 通算             | 日本             | 日本             | J2               | 0                | 0                | -                | -                | 1                | 0                | 1                | 0                |
| 通算             | 日本             | 日本             | JFL              | 80               | 6                | -                | -                | 2                | 0                | 82               | 6                |
| 総通算           | 総通算           | 総通算           | 総通算           | 81               | 6                | 0                | 0                | 3                | 0                | 84               | 6                |

### フットサル
| 国内大会個人成績 | 国内大会個人成績 | 国内大会個人成績 | 国内大会個人成績 | 国内大会個人成績 | 国内大会個人成績 | 国内大会個人成績 | 国内大会個人成績 | 国内大会個人成績 | 国内大会個人成績 | 国内大会個人成績 | 国内大会個人成績 |
| 年度             | クラブ           | 背番号           | リーグ           | リーグ戦         | リーグ戦         | リーグ杯         | リーグ杯         | オープン杯       | オープン杯       | 期間通算         | 期間通算         |
| 年度             | クラブ           | 背番号           | リーグ           | 出場             | 得点             | 出場             | 得点             | 出場             | 得点             | 出場             | 得点             |
| 日本             | 日本             | 日本             | 日本             | リーグ戦         | リーグ戦         | Fリーグ杯        | Fリーグ杯        | 全日本選手権     | 全日本選手権     | 期間通算         | 期間通算         |
| ---------------- | ---------------- | ---------------- | ---------------- | ---------------- | ---------------- | ---------------- | ---------------- | ---------------- | ---------------- | ---------------- | ---------------- |
| 2011-12          | 大分             | 19               | Fリーグ          | 26               | 5                | 4                | 1                |                  |                  |                  |                  |
| 2012-13          | 大分             | 19               | Fリーグ          | 27               | 6                |                  |                  |                  |                  |                  |                  |
| 2013-14          | 大分             | 19               | Fリーグ          | 36               | 15               |                  |                  |                  |                  |                  |                  |
| 2014-15          | 浜松             | 19               | Fリーグ          | 33               | 5                |                  |                  |                  |                  |                  |                  |
| 2015-16          | 名古屋           | 16               | Fリーグ          |                  |                  |                  |                  |                  |                  |                  |                  |
| 通算             | 日本             | 日本             | Fリーグ          |                  |                  |                  |                  |                  |                  |                  |                  |
| 総通算           |                  |                  |                  |                  |                  |                  |                  |                  |                  |                  |                  |